# Terken Khatun
Terkhen Khatun era el nom genèric de les dones de diferents sobirans turcs musulmans; era més un títol que un nom, tot i que moltes reines no són conegudes per altre nom que aquest. Terken era un antic títol reial turc, similar a reina però que no es donava a totes les dones reials. Khatun deriva d'una paraula sogdiana ("esposa del senyor" o "esposa del líder") i apareix ja a les inscripcions de l'Orkhon.
Entre altres dones conegudes només amb aquest nom cal esmentar a l'esposa d'Il Arslan, xa de Coràsmia i mare de Mahmud Sultan Shah, rebel al Khurasan el 1172; l'esposa de Tekix de Coràsmia, i la mare d'Ala al-Din Muhammad de Coràsmia. La més famosa fou la Terken Khatun esposa de Malik Shah I, que va tenir un paper decisiu a la cort seljúcida i fou la principal opositora al visir Nidham-al-Mulk; el 1102, a la mort del seu marit, va intentar posar al tron al seu fill Mahmud I ibn Màlik-Xah de 4 anys, en contra de Barkyaruq, que tenia el suport dels nizamiyya (parents i clients de Nizam al-Mulk), però va fracassar i va morir amb el seu fill el 1094.